# Ytzen Brusse
Ytzen Brusse (Rotterdam, 23 februari 1920 - Garderen, 25 maart 2008) was een Nederlands cineast en maker van opdrachtfilms. Hij bracht vernieuwing in dit genre door daarin een verhaalstructuur en acteurs te introduceren.

## Biografie
Ytzen Brusse was afkomstig uit een bekende kunstenaarsfamilie. Hij was een zoon van auteur en journalist Marie Joseph Brusse en operazangeres Antje Ebes, broer van journalist Jan Brusse en van acteur Kees Brusse, en halfbroer van journalist en schrijver Peter Brusse, van beeldhouwer, schilder en graficus Mark Brusse, van architect Henk Brusse en van de vroeg gestorven Marie Joseph jr. Zijn ooms Willy en Jo Brusse waren de eigenaars van W.L. & J. Brusse's Uitgeversmaatschappij in Rotterdam.
Rond 1950 was Brusse onderdeel van een groepje aankomende filmers in Amsterdam, waartoe onder meer Eddy van der Enden, Bert Haanstra, Piet van Moock, Peter Staugaard, Fred Tammes en Wim van der Velde behoorden. Brusse is vooral bekend geworden door zijn documentaire Parlevinkers uit 1949 en zijn film Boer Pietersen schoot in de roos uit 1950, een gedramatiseerde voorlichtingsfilm, waarin het vergroten van productiviteit door het inzetten van landbouwmachines centraal staat. Een aantal boeren heeft een coöperatie gevormd om goedkoper machines te kunnen kopen. Slechts één boer ziet aanvankelijk het nut daarvan niet in, maar gaat uiteindelijk overstag. Er werd gefilmd in Heel, Baexem en Voerendaal, en de plaatselijke bevolking deed ook mee. De rol van Pietersen werd gespeeld door landbouwvoorlichter Jan Kunnen. Een jonge Bert Haanstra stond achter de camera, en Kees Brusse vertolkt een van de nagesproken teksten, want in de film zou niet al te veel Limburgse tongval mogen klinken.
De film  Hij, zij, en een wereldhaven was onderdeel van de in 1952 bekroonde Nederlandse inzending voor het Filmfestival van Cannes. Brusse werd ook bekend vanwege zijn witte tornado-spot.

## Filmografie
- Nederland vaart weer (1946)
- Parlevinkers (1949)
- Boer Pieterse schoot in de roos (1950)
- Zij en Hij (1951)
- Het meest getapt (1952)
- Hij, zij, en een wereldhaven (1952)
- Romance in Enkalon (1953)
- Introducing Belgium (1954)
- Introducing Luxembourg (1954)
- Beweiden (1954)
- Introducing the Netherlands (1955)
- Theodora's testament (1955)
- Luchtbrug Salawati (1957)
- Oase aan de stadsrand (1957)
- Dokbouw aan de Nieuwe Maas (1959)
- Karel Appel, componist (1961)
- Poort van Europa (1962)
- Öse, Die (1965)
- OECD (1965)
- Onderaards (1966)
- Tussen de wielen (1970)
- Droomtrein (2000)